# Redcliffe Dolphins
Les Redcliffe Dolphins sont un club australien de rugby à XIII basé à Redcliffe dans le Queensland. Acceptés en Brisbane Rugby League premiership en 1960, ils jouent depuis 1996 en Queensland Cup.

## Histoire
Le Redcliffe Peninsula Rugby League Football Club a été fondé le 27 février 1947. Pour sa première année, il présenta des équipes de moins de 17 ans, de Reserve Grade et de First Grade en Sandgate Suburban Rugby League. Durant les années 1950, Redcliffe joua aussi les Kilcoy, Murrumba et Geraghty Cup. Le 19 novembre 1959 Redcliffe reçu le statut de club de district et fut accepté dans le Brisbane First Grade.
Durant les années 1960, des joueurs célèbres des Dolphins furent appelés en sélection pour représenter le Queensland et l'Australie. Trevor Harken et Arthur Beetson furent du voyage.
Redcliffe gagna la Brisbane Rugby League premiership  en 1965, 1994 et 1996 et participa à sept grands finals de la Queensland Cup.
Récemment une nouvelle équipe de rugby à XIII basée sur la Gold Coast souhaita prendre pour nom « Gold Coast Dolphins ». À la suite d'une action en justice lancée par les Redcliffe Dolphins, le club dut changer de nom et s'appelle aujourd'hui Gold Coast Titans.

## Palmarès
- Brisbane Rugby League premiership
  - Champion en 1965, 1994, 1996, 1997, 2000, 2002, 2003, 2006 et 2018